# Akorda-Bollar
Akorda-Bollar es una entidad de población española del municipio de Ereño, perteneciente a la provincia de Vizcaya, en la comunidad autónoma del País Vasco. Integra los barrios de Akorda y Bollar. En 2022, tenía empadronados 39 habitantes.